# Rhotana ornata
Rhotana ornata är en insektsart som beskrevs av Bernhard Zelazny 1993. Rhotana ornata ingår i släktet Rhotana och familjen Derbidae. Inga underarter finns listade i Catalogue of Life.